# Consiglio del Popolo della Repubblica Popolare di Lugansk
Il Consiglio del Popolo della Repubblica Popolare di Lugansk (in russo Народный Совет Луганской Народной Республики?) è il parlamento unicamerale regionale della Repubblica Popolare di Lugansk, soggetto federale conteso all'Ucraina e annesso dalla Russia.